# Dorf Mecklenburg
Dorf Mecklenburg är en kommun och ort i Landkreis Nordwestmecklenburg i förbundslandet Mecklenburg-Vorpommern i Tyskland.
Kommunen ingår i kommunalförbundet Amt Dorf Mecklenburg-Bad Kleinen tillsammans med kommunerna Bad Kleinen, Barnekow, Bobitz, Groß Stieten, Hohen Viecheln, Lübow, Metelsdorf och Ventschow.